# Alnmouth
Alnmouth is een civil parish in het graafschap Northumberland in het noordoosten van Engeland aan de mond van de rivier de Aln. Het ligt ongeveer zeven kilometer ten zuidoosten van Alnwick. In het verleden is het een belangrijke handelsplaats geweest, vooral voor de export van graan. Het dorp is tegenwoordig een populaire toeristische bestemming en maakt deel uit van National Landscape Northumberland Coast.

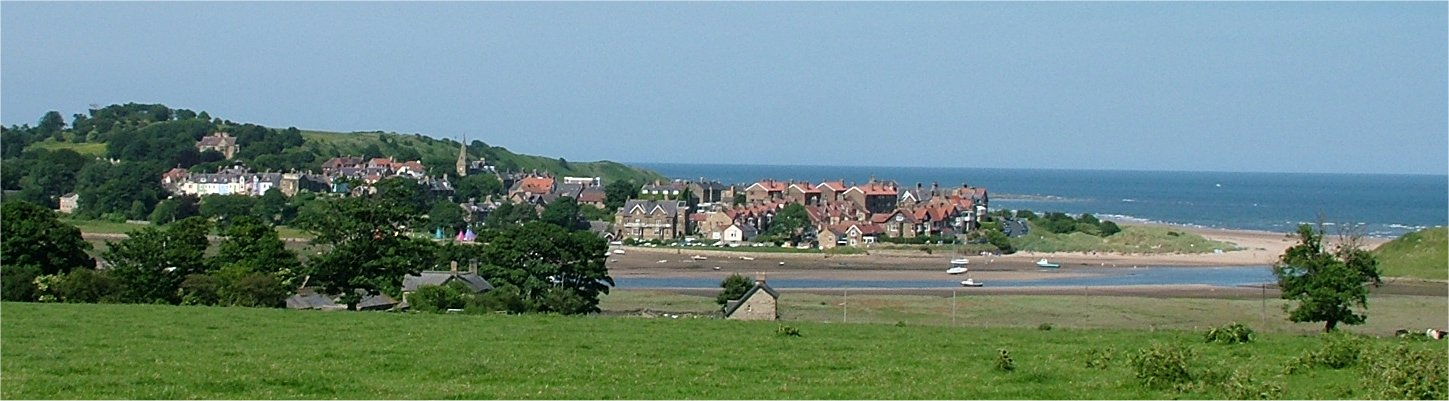
Zicht op Alnmouth en de monding van de Aln vanuit het zuidwesten

## Geschiedenis
Alnmouth (door de Eerbiedwaardige Beda 'Adtwifyrdi' genoemd) wordt gezien als de plaats waar in 684 de synode plaatsvond tijdens welke Sint Cuthbert tot Bisschop van Lindisfarne werd gekozen. De Saksische naam Twyford betekent twee doorwaadbare plaatsen.
In de achtste eeuw werd de kust van Northumberland herhaaldelijk geplunderd door de Vikingen, wat een duurzame bewoning niet ten goede kan zijn gekomen.
De Normandische baron van Alnwick, Eustasius de Vesci, stichtte in het midden van de 12de eeuw (1147) een nieuw stadje en noemde dit Sint Waleric, naar de patroonheilige van de kerk. Hij gaf de plaats 'stadsrechten' (borough), wat concreet inhield dat men na een passende betaling aan de Heer, een persoon een burger werd, met het recht om grond in eigendom te hebben, een huis te bouwen, een stuk land te cultiveren en dieren te houden, die op de gemeenschappelijke grond mochten grazen. Het belangrijkste doel dat de baron voor ogen had was echter het stichten van een handels- en vissershaven. Een paar jaar later in 1152 gaf zijn zoon, Willem de Vesci, permissie een rechtbank in Alnmouth te houden.
Zo rond 1207 werd er in graan gehandeld en werden er ook schepen gebouwd. Ook verkreeg de stad toen het privilege om een markt te houden. Rond 1316 ging het blijkbaar zo goed dat de baljuw van Alnmouth de opdracht kreeg van de kroon om schepen te leveren voor een oorlog in Gascogne.
Alnmouth had net als andere plaatsen in Northumberland in de veertiende eeuw te lijden onder de oorlogen met Schotland. In 1336 werd de stad platgebrand en volledig verwoest. Vlak daarop in 1349-1350 sloeg de zwarte dood toe. Het duurde een eeuw voordat de stad zich weer een beetje herstelde van deze twee rampen, maar aan het einde van de 15e eeuw was de haven weer in bedrijf. Er werden kolen, wol en andere producten geëxporteerd.
Na 1606, het tijdstip van de unie van de kronen van Engeland en Schotland, werd de grensstreek voor langere tijd vrediger en werd Northumberland een gebied waar veel graan werd verbouwd. Vanaf het einde van de zeventiende eeuw beleefde Alnmouth een nieuwe bloeiperiode. Op een gegeven moment in de 18de eeuw telde de stad 16 graanpakhuizen en werd er vanuit de haven meer graan geëxporteerd dan vanuit Newcastle. Dit had te maken met het feit dat er in het achterland tijdens de achttiende eeuw veel graan werd verbouwd. Om het gemakkelijker en goedkoper te maken om graan vanuit het binnenland naar Alnmouth te vervoeren, werd in 1753 een tolweg gebouwd die helemaal tot Hexham liep. In het naburige dorp Lesbury was een tolpoort. Het graan werd zowel naar Londen als naar Holland geëxporteerd. Vanuit Noorwegen importeerde men hout. De import van consumptie- en luxe goederen kwam uit Londen en Holland.
In september 1779 tijdens de Amerikaanse onafhankelijkheidsoorlog vuurde een Amerikaans marineschip onder leiding van kapitein John Paul Jones een kanonskogel af op de kerktoren van Alnmouth. De kogel miste echter doel, stuiterde drie keer op de grond en raakte een nabijgelegen boerderij.
De haven van Alnmouth nam snel in belang af, nadat de rivier de Aln als gevolg van een overstromingsramp op kerstavond van 1806 zijn koers naar het zuiden verlegde. Als gevolg van deze ramp verziltte de haven, en werd het deel van Alnmouth, waar de kerk stond 'Church hill', voor altijd van het dorp afgesneden. De introductie van de spoorwegen in het midden van de negentiende eeuw betekende aanvankelijk een nieuwe klap voor de handel, maar gaf ook een impuls aan het toerisme, waar het dorp het heden ten dage nog steeds van moet hebben.
Een geschiedenis, getiteld Four Chapters from the History of Alnmouth (Vier hoofdstukken uit de geschiedenis van Alnmouth), werd in 1851 geschreven door William Dickson.